# Promilhanes
Promilhanes (okzitanisch Promilhanas) ist eine französische Gemeinde mit 229 Einwohnern (Stand 1. Januar 2022) im Département Lot in der Region Okzitanien (zuvor Midi-Pyrénées). Sie gehört zum Arrondissement Cahors und zum Kanton Marches du Sud-Quercy. Die Einwohner nennen sich Promilhanais und Promilhanaises.

## Lage
Die Gemeinde Promilhanes liegt in einer Höhe von ca. 390 Metern ü. d. M. am südwestlichen Rand des Zentralmassivs im Gebiet der Causse de Limogne, 16 Kilometer westlich von Villefranche-de-Rouergue. Sie ist Teil des Regionalen Naturparks Causses du Quercy. Umgeben wird Promilhanes von den Nachbargemeinden Limogne-en-Quercy im Westen und Norden, Puyjourdes im Norden und Nordosten, Laramière im Osten und Südosten sowie Vidaillac im Süden und Südwesten.

## Bevölkerungsentwicklung
| Jahr                       | 1962 | 1968 | 1975 | 1982 | 1990 | 1999 | 2006 | 2015 | 2022 |
| Einwohner                  | 221  | 214  | 180  | 192  | 184  | 181  | 164  | 219  | 229  |
| Quellen: Cassini und INSEE |      |      |      |      |      |      |      |      |      |

## Wirtschaft
Im Haut-Quercy wurde traditionell Landwirtschaft betrieben, zu der bis ins 19. Jahrhundert hinein auch der Weinbau gehörte, der aber nach der Reblauskrise nahezu gänzlich aufgegeben wurde. Heute spielt – neben der Vieh- und Geflügelzucht – der Tourismus in Form der Vermietung von Ferienwohnungen (gîtes) eine große Rolle im Wirtschaftsleben der Gemeinde.

## Sehenswürdigkeiten
- Kirche Saints-Pierre-et-Paul
- Kapelle Saint-Roch
- Windmühle von La Bosse
- Höhle von La Léoune
- für die Gegend typischen runden Schutzhütten (caselles) aus Trockenmauerwerk
- Wasserturm

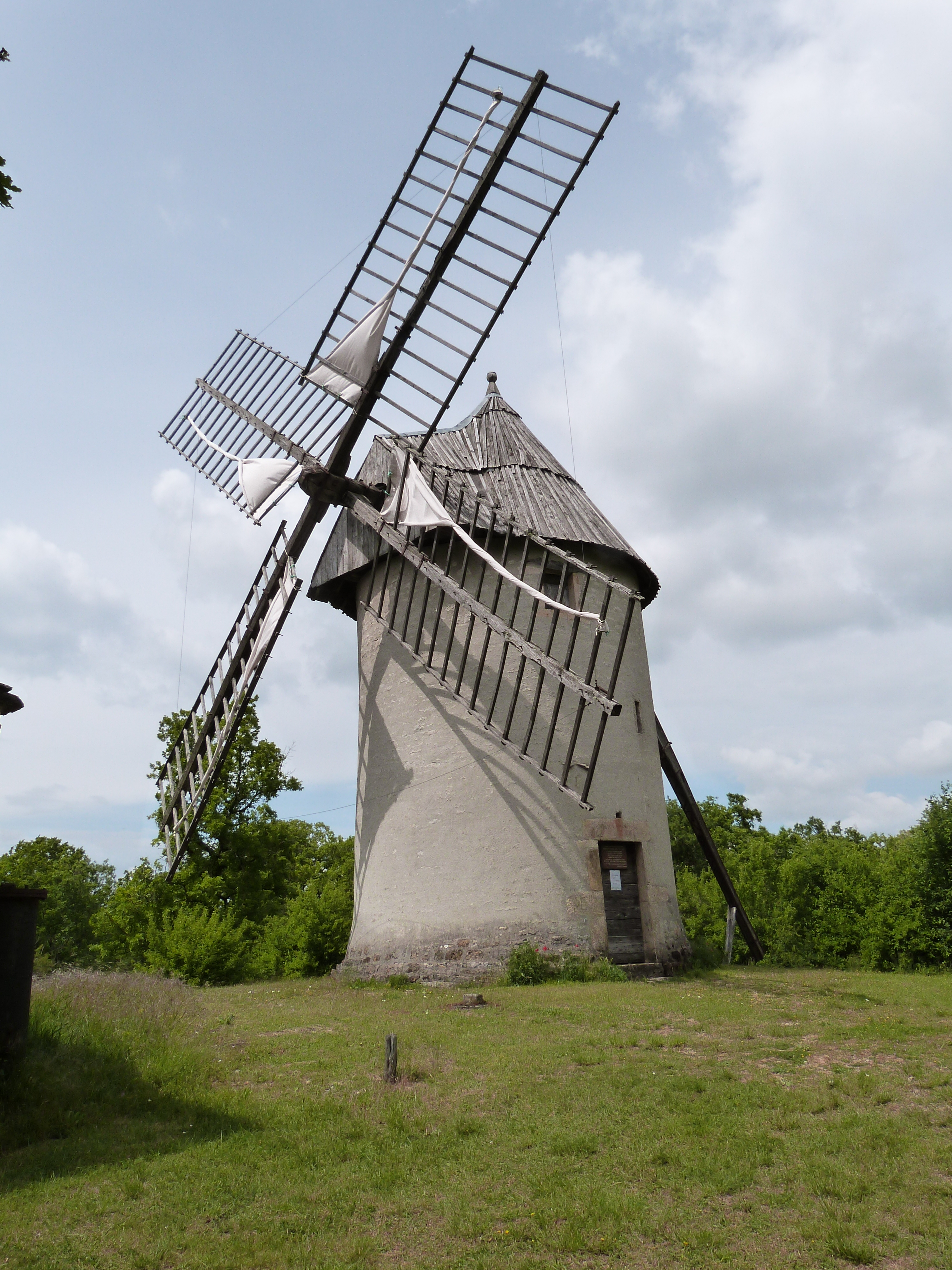
Windmühle von La Bosse
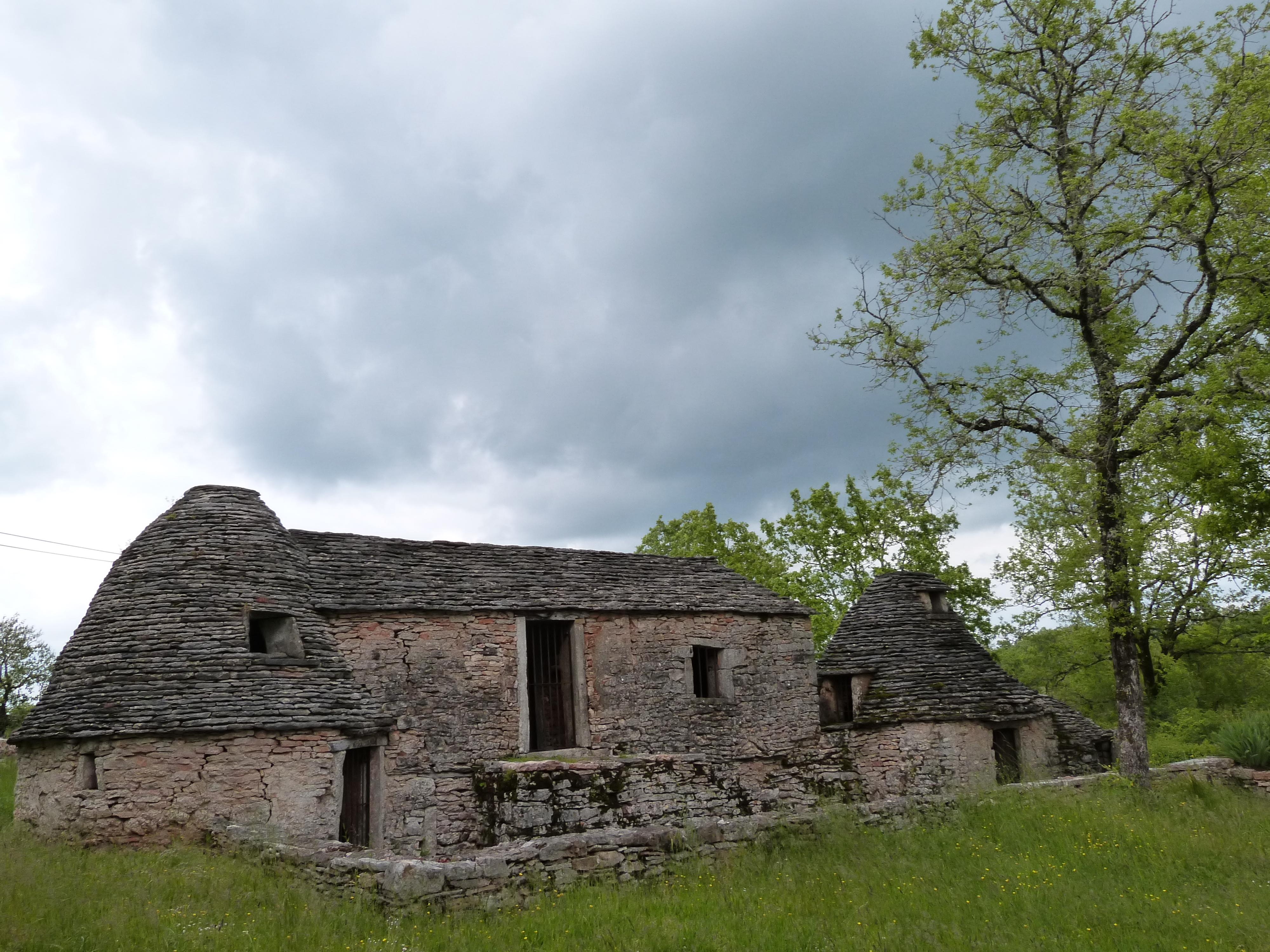
Bauernhaus mit zwei caselles

## Persönlichkeiten
- Faydit d’Aigrefeuille (gest. 1391), Kardinal des Gegenpapstes Clemens VII., 1346 Prior in Promilhanes